# Михаил Мадански
Доцент, Доктор от НСА Михаил Мадански е бивш български футболист и настоящ треньор по футбол. От 2009 води Младежкия национален отбор, а в периода 2010-2011 г. изпълнява едновременно и длъжността асистент на Лотар Матеус в първия отбор на България. Един от лекторите на треньорската школа по футбол към БФС. Понастоящем е преподавател в НСА.

## Треньорска кариера
Треньорската кариера на Мадански започва през 1982 г. в ДЮШ на Родопа (Смолян), през периода 1986-1992 г. е треньор във ВИФ, а през 1994 г. води Янтра (Габрово). През сезон 1995-96 е помощник на Пламен Марков в Чардафон (Габрово), а година по-късно през сезон 1996-97 е помощник на Георги Василев в ЦСКА. През сезон 1998-99 първоначално е помощник на Янко Динков в Миньор (Перник), а след това и старши треньор на отбора. През 1999-2000 води Спартак (Плевен), а на следващия 2000-01 е начело на Академик (София). За периода 2001-2004 работи в Китай като първоначално е главен треньор в ДЮШ на Ченду, а на следващия сезон води отбора на Хънан. През 2004 г. е асистент на Ферарио Спасов в ЦСКА, а през сезон 2006-07 е помощник на Люпко Петрович в Литекс (Ловеч). За периода 2007-2009 е селекционер на юношеския национален отбор до 19 години, с който участва на ЕП в Чехия през 2008 година, като печели първата виза за шампионата от всичките 8 финалиста, класирайки малките лъвчета на голям форум за първи път от 22 години. От 2009 г. води Младежкия национален отбор, а от 2010 г. изпълнява едновременно длъжността асистент на Лотар Матеус в първия отбор на България.

### Образование
- 1981 - Завършва ВИФ, специалност „Футбол“
- 1982 - След конкурс е назначен за преподавател по футбол в катедра „Футбол“ на ВИФ
- 1986 – Защитава докторска дисертация на тема „Тренировъчно натоварване на подрастващи футболисти“
- 1994 - Завършва първо ниво на треньорска школа в Париж
- 2003 - Доцент в НСА (с над 20 научни статии и публикации, учебници и учебни помагала)

Успоредно е и преподавател в треньорската школа по футбол към БФС

## Личен живот
Михаил Мадански е женен за спортната журналистка от БНТ Свобода Маданска, имат една дъщеря
- Николета Маданска, също спортна журналистка, работи в bTV.